# شاه جلال
جلال مُجرَّد كنيائي (بالنستعليقيَّة: شيخ جلال مجرد كنيائي) ،  المعروف باسم شاه جلال ( (بالبنغالية: শাহ জালাল)‏، كان شخصية صوفية مشهورة في البنغال وغالبًا ما يرتبط اسمه بفتح سلهت وانتشار الإسلام في المنطقة تم تسمية العديد من المجمعات والأماكن الدينية باسمه بما في ذلك أكبر مطار في بنغلاديش، المُسمى مطار حضرة شاه جلال الدولي.

## مكان الميلاد والاصل
ويقال إن جلال ولد في 25 مايو 1271. وتختلف التقاليد والوثائق التاريخية في مكان ولادته، وهناك فجوة قرنين من الزمن بين حياة القديس والأدب الذي حاول التعرف على أصله. ولا تزال القصائد والمحبون المحليون تشير إليه باسم شاه جلال اليمني، مما يربطه بـاليمن الكبرى على وجه التحديد من منطقة حضرموت. هناك نقش يعود تاريخه إلى حوالي عام 1505 م، في عهد السلطان علاء الدين حسين شاه، يشير إلى شاه جلال باللاحقة كوني. وفي نهاية هذا القرن، في عام 1571، تم تسجيل سيرة شاه جلال في كتاب الشيخ علي شير البنغالي "شرح نزهة الأرواح". كان المؤلف من نسل أحد كبار رفاق شاه جلال، نور الهدى، واستخدم روايته أيضًا معلمه محمد غوث شطري في كتابه جولزار أبرار عام 1613. ووفقًا لهذه الرواية، كان شاه جلال تركستانيًا. ولد بنغالي وتلميذ روحي لأحمد ياساوي. قام محمد ناصر الدين حيدر بتأليف سيرة ذاتية كاملة للشاه جلال بعنوان سهيل اليمن تاريخ الجلالي في عام 1859، والتي أشارت إليه باليمني واحياناً بالحضرمي. على الرغم من أن هذا تم تأليفه بعد خمسة قرون من وفاة جلال، إلا أن عمل حيدر استند إلى مخطوطتين مفقودتين الآن؛ الرسالة لمحيي الدين خادم من 1711 وروضة السلاطين من 1721.
وقد ادعى عدد من العلماء أن اللاحقة من نقش حسين شاهي تشير إلى مدينة قونية (قونية) في تركيا الحديثة (ثم في سلطنة الروم)، وذكروا كذلك أن جلال ربما انتقل إلى اليمن في حياته اللاحقة. وقد ربط آخرون اللاحقة بقرية كناينة في منطقة حضرموت اليمنية، والبعض حتى بكينيا في شرق أفريقيا.